# MuSaMa
MuSaMa, était un musée consacré à la fabrication artisanale du savon de Marseille. Il a fermé en septembre 2020.
Le musée a été créé par Jean-Baptiste Jaussaud, président du Conservatoire national du savon de Marseille, en partenariat avec le Crédit agricole, afin de valoriser le patrimoine culturel et le savoir faire local. Le musée a ouvert ses portes le 12 mars 2018.
Le lieu se découpe en 3 parties :
- Une exposition permanente sur les traces des savonniers marseillais,
- Un atelier où chaque visiteur fabrique son savon de Marseille après avoir assisté à une présentation de l'histoire et de la composition de ce produit,
- Une salle d'exposition temporaire.

## Localisation
Le MuSaMa est situé au 1, rue Henri Fiocca 13001 Marseille. Cette adresse est symbolique car il s'agit du numéro 1 de la plus vieille rue de France appelée : Voie historique de Marseille[réf. nécessaire].

## Liste des expositions temporaires
- Mars 2018 -octobre 2018 : Exposition  "Pixel Art Marseille" consacrée au Pixel Art dont une œuvre intégrant le MuSaMa.
- Octobre 2018 -avril 2019 : Exposition "Marcel Pagnol au MuSaMa" consacrée à Marcel Pagnol.
- Mai 2019-octobre 2019 : Exposition "40 jours dans le désert B" consacrée à cette œuvre de l'artiste Moebius.